# Uzbekskii Biologicheskii Zhurnal
Uzbekskii Biologicheskii Zhurnal (abreviado Uzbeksk. Biol. Zhurn.) es una revista con ilustraciones y descripciones botánicas que es editada en Taskent (Uzbekistán) desde el año 1958.